# Plumigorgia
Plumigorgia är ett släkte av koralldjur. Plumigorgia ingår i familjen Ifalukellidae.
Kladogram enligt Catalogue of Life:
| Plumigorgia | \| \| Plumigorgia astroplethes \| \| \| \| \| \| Plumigorgia hydroides \| \| \| \| \| \| Plumigorgia schuboti \| \| \| \| \| \| Plumigorgia terminosclera \| \| \| \| \| \| Plumigorgia wellsi \| \| \| \| |
|             | \| \| Plumigorgia astroplethes \| \| \| \| \| \| Plumigorgia hydroides \| \| \| \| \| \| Plumigorgia schuboti \| \| \| \| \| \| Plumigorgia terminosclera \| \| \| \| \| \| Plumigorgia wellsi \| \| \| \| |
|             | Ifalukella |
|             | |
|             | Plumigorgia astroplethes |
|             | |
|             | Plumigorgia hydroides |
|             | |
|             | Plumigorgia schuboti |
|             | |
|             | Plumigorgia terminosclera |
|             | |
|             | Plumigorgia wellsi |
|             | |

|  | Plumigorgia astroplethes  |
|  |                           |
|  | Plumigorgia hydroides     |
|  |                           |
|  | Plumigorgia schuboti      |
|  |                           |
|  | Plumigorgia terminosclera |
|  |                           |
|  | Plumigorgia wellsi        |
|  |                           |